# Elis Nordenfelt
Elis Nordenfelt, född 11 februari 1880 i Kristinehamn, död 8 januari 1961, var en svensk borgmästare.
Elis Nordenfelt var son till riksdagsmannen och borgmästare Carl Nordenfelt och Anna Vilhelmina Malmborg, samt gift med Disa Hilda Beata af Segerström. Han avlade studentexamen i Karlstad 1898 och studerade därefter i Uppsala. Efter studierna hade han tingstjänstgöring vid rådhusrätten.[var?]
Nordenfelt efterträdde sin far som borgmästare i Kristinehamns stad 1912 vid dennes frånfälle.